# روي رايت
روي رايت (بالإنجليزية: Roy Wright)‏ هو لاعب كرة قاعدة أمريكي، ولد في 26 سبتمبر 1933 في باتشل في الولايات المتحدة، وتوفي في 5 مايو 2018 في تشيكاماوغا في الولايات المتحدة.

## وصلات خارجية
- روي رايت على موقع دوري كرة القاعدة الرئيسي (الإنجليزية)
- روي رايت على موقعبيزبول رفرنس.كوم (الدوري الرئيسي) (الإنجليزية)
- روي رايت على موقعبيزبول رفرنس.كوم (الدوري الثانوي) (الإنجليزية)